# Concilium
Concilium est une revue internationale de théologie catholique, créée en 1965, à la suite du concile Vatican II, et qui paraît cinq fois par an. Elle se situe dans la lignée de la Nouvelle Théologie.
La revue, considérée comme réformatrice, a pour but de poursuivre le débat théologique dans la lignée du concile Vatican II et d'offrir un instrument pour diffuser les idées conciliaires aussi largement que possible. Elle accueille les contributions de théologiennes et théologiens catholiques de diverses nationalités mais aussi d'autres confessions.
Chaque livraison de Concilium est axée sur un thème principal, toujours en relation avec le monde contemporain, abordant alternativement différentes disciplines : dogme, théologie, liturgie, exégèse, histoire de l'Église, morale, questions œcuméniques…  
Depuis 2018, la revue est dirigée par le dominicain français Thierry-Marie Courau.

## Histoire
Lancée en 1965 par l'homme d'affaires néerlandais Anton van den Boogaard et les conseillers en théologie (periti) lors de Vatican II, Yves Congar, Karl Rahner, Edward Schillebeeckx, Paul Brand, Hans Küng, Johann Baptist Metz et Marie-Dominique Chenu, Concilum a pour but de poursuivre le débat théologique dans la lignée du concile Vatican II et « d'offrir aux grands ténors du concile (...) un forum international, afin de prolonger leur dialogue théologique, et un instrument pour diffuser les idées conciliaires aussi largement que possible ».
Ouverte aux autres confessions, chrétiennes ou non, chaque livraison de Concilium est axée sur un thème principal, toujours en relation avec le monde contemporain. Chaque numéro est consacré alternativement à différentes disciplines : dogme, théologie, morale, exégèse, théologie pastorale, droit ecclésiastique, théologie de la spiritualité, histoire de l'Église, liturgie et questions œcuméniques.

### Collaborateurs
Elle a accueilli les contributions de nombreux théologiennes et théologiens catholiques — dont celles de Claude Geffré, Léonardo Boff, Werner Jeanrond, Jon Sobrino, Michelle Becka (de), Catherine Cornille (en), Christoph Theobald... — mais aussi d'autres confessions, comme le métropolite orthodoxe de Pergame (el) Jean (Zizioulas) (el) ou le théologien lui aussi grec orthodoxe Chrístos Yannarás. Située dans la lignée de la Nouvelle Théologie et considérée comme une publication proche du catholicisme libéral, elle a une grande influence dans les débats internes à l'Église catholique romaine.
La revue est volontiers décrite comme la publication rivale de Communio, fondée en 1972 par d'autres théologiens à l'instigation du prélat jésuite Jean Daniélou — au nombre desquels Hans Urs von Balthasar, Henri de Lubac et Walter Kasper, ces deux derniers étant d'anciens rédacteurs de Concilium — et financée en partie par des épiscopat locaux afin de défendre un point de vue plus romain et contrecarrer l'influence de sa concurrente.
Le jeune théologien Joseph Ratzinger, après avoir lui aussi fait partie du comité de rédaction de Concilium — comme membre de la section de théologie dogmatique entre 1965 et 1972 — et fait cause commune avec Congar, Rahner et Kung, rejoint également Communio non sans avoir signé avec plusieurs centaines de théologiens l'appel lancé en 1968 par Concilium réclamant la fin des entraves et des sanctions contre les théologiens réformateurs d'alors.
La revue est dirigée depuis 2018 par le dominicain Thierry-Marie Courau, spécialiste du bouddhisme tibétain, doyen honoraire de la faculté de théologie et de sciences religieuses de l'Institut catholique de Paris.

## Distinction
- En 2015, la revue reçoit le prix de la Fondation Herbert Haag pour la liberté dans l'Église (de)[9]